# Одиничне виробництво
Одини́чне виробни́цтво — характеризується широтою номенклатури виробів що виготовляються або ремонтуються та малим обсягом їх випуску. Обсяг випуску — це кількість виробів певних найменувань, типорозміру і виконання, які виготовляються або ремонтуються об'єднанням, підприємством або його підрозділом протягом планованого інтервалу часу.

## Особливості
Одиничному виробництву властиві такі ознаки:
- Відсутність стійкого технологічного процесу, а отже, неможливість спеціалізації робочих місць, що тягне за собою потребу використання висококваліфікованих робітників
- Використання універсального обладнання, універсальних пристроїв і інструментів з великим набором технологічної оснастки
- Досить тривалий виробничий цикл, так як при використанні устаткування, інструментів, пристосувань і іншого оснащення витрачається багато часу на наладку при переході з однієї операції на іншу
- Високий відсоток ручних робіт
- Розміщення обладнання групами за видом. Вказана організація приводить до недовикористання основних фондів, до низької продуктивності праці та високої собівартості продукції (за рахунок амортизації, високої заробітної плати, накладних витрат) і сповільненого обороту коштів.

## Машинобудування
В машинобудуванні на підприємствах одиничного виробництва:
- кількість випущених виробів і розміри операційних партій заготовок обчислюються штуками і десятками штук
- на робочих місцях виконуються різноманітні технологічні операції, що повторюються нерегулярно або не повторюються взагалі
- використовується універсальне точне обладнання, яке розставляється в цехах за технологічними групами (наприклад токарна, фрезерна, зубонарізна, або свердлильна ділянка)
- спеціальні пристосування та інструменти, як правило, не застосовуються (вони створюються тільки у випадку неможливості виконання операцій без спеціального технологічного оснащення)
- вихідні заготовки — найпростіші (прокат, лиття в землю, поковки) з малою точністю і великими припусками; необхідна точність досягається методом пробних ходів і промірів з використанням розмітки
- взаємозамінність деталей та вузлів в багатьох випадках відсутня, широко застосовується пригін за місцем
- кваліфікація робочих дуже висока, тому що від неї значною мірою залежить якість продукції
- технологічна документація скорочена і спрощена, технічні норми відсутні
- застосовується дослідностатистичне нормування праці